# Лезгинская линия
Лезгинская кордонная линия — система пограничных укреплений XIX века в восточном Закавказье у самого подножия Кавказских гор по рекам Иори и Алазани. Название происходит от исторического наименования разноплеменных горцев Дагестана (в современном значении лезгины — название конкретной народности в Южном Дагестане, в период строительства кордонной линии известной как кюринцы). 
В строительстве линии деятельное участие принял инженер, генерал-майор Аким Михайлович Эспехо.

## История

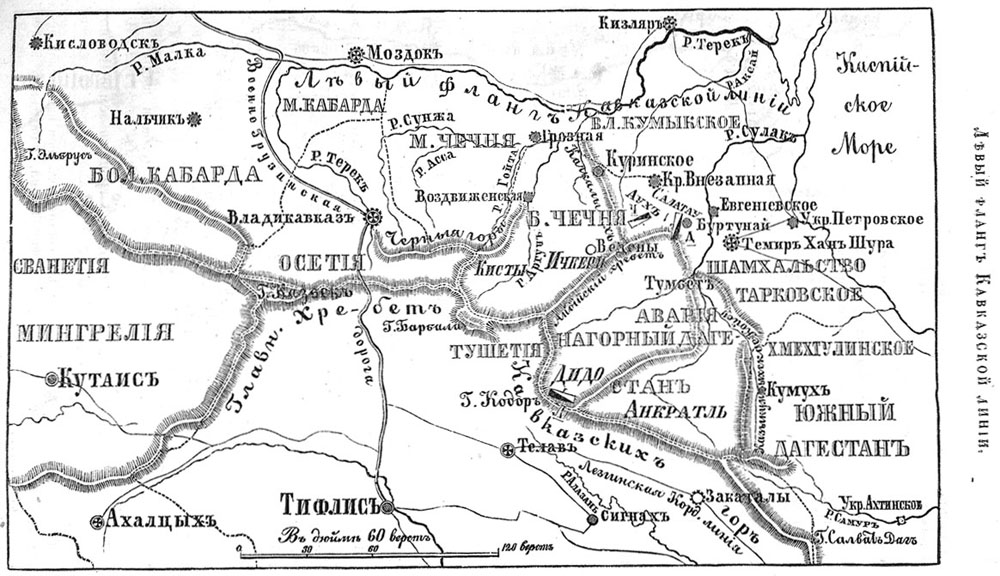
Левый фланг Кавказской линии (Лезгинская линия)

Лезгинскую линию начали обустраивать с 1830 года для охраны Грузии, ставшей к этому времени частью Российской империи, от набегов лезгин (главным образом, аваро-андо-цезских народов Дагестана), а также для защиты Джаро-Белоканского округа (северо-западная часть современной территории Азербайджана) от нападений кюринцев (собственно лезгин) и прочих горцев Самурского округа.
Линия состояла из укреплений, расположенных против удобнейших выходов из гор. Главными пунктами её были аулы Закаталы и Белоканы.
К весне в этих пунктах сосредотачивались российские войска, и разделившись на отряды, отправлялись в горные экспедиции на все лето до глубокой осени.
Лезгинская линия делилась на правый и левый фланги, сходившиеся у Лагодехи. На правом фланге было семь укреплений (Каратубань, Сацхениси, Кварели, Сабуя и Натлис-Мцемели), на левом — три (Белоканы, Закаталы и Нуха). Начальниками правого и левого фланга были заслуженные боевые полковники или генералы. В 1850-е гг. войска линии входили в состав Кавказской гренадерской дивизии.
Из личного состава горного лезгинского отряда войска выделялись в распоряжение начальников флангов, которые размещали эти части по кордонам линии, где служба была гарнизонной, или направляли в горные экспедиции, где часто происходили вооруженные стычки. Попасть в экспедицию считалось удачей, так как только там можно было получить боевую награду или отличие.
20 апреля 1860 г. Лезгинская линия была упразднена.

## Начальники Лезгинской линии
- Лачинов, Николай Емельянович
- Анреп, Иосиф Романович
- Шварц, Григорий Ефимович
- Чиляев, Борис Гаврилович
- Джамбакуриан-Орбелиани, Григорий Дмитриевич
- Врангель, Александр Евстафьевич
- Вревский, Ипполит Александрович
- Меликов, Леван Иванович